# Prometej
Prometej (Прометей) è un film del 1936 diretto da Ivan Petrovič Kavaleridze.